# Supalonely
«Supalonely» es una canción de la cantautora neozelandesa Benee con la participación del cantante estadounidense Gus Dapperton. Inicialmente fue lanzada como una pista en su segundo EP, Stella & Steve, lanzado el 15 de noviembre de 2019 y posteriormente se lanzó como el tercer y último sencillo del material a través de Republic Records. La canción ganó cierta popularidad en la plataforma de videos TikTok en marzo de 2020, obteniendo más de 6.9 mil millones de reproducciones durante el mes. Llegó a los primeros 40 puestos en listas de más de 25 países, incluidos Alemania, Australia, Canadá, Estados Unidos, Francia, Nueva Zelanda —donde recibió certificación con disco de oro—, Países Bajos y Reino Unido.
Straits Times también le atribuyó el éxito a «Supalonely» a aquellos que resonaron con los temas de la canción en el punto álgido de las cuarentenas de la pandemia por COVID-19, estando en curso al momento de la popularización de la canción.

## Antecedentes
«Supalonely» fue escrita durante un viaje de un mes a Los Ángeles. Fue inspirada por la ruptura amorosa de Benee con su novio, y se escribió como una canción donde podía burlarse de su propia tristeza. La canción «Blu» perteneciente al mismo EP se grabó un día después que «Supalonely» durante el mismo viaje y se inspiró también en la misma ruptura amorosa.

## Video musical
El video musical de la canción obtuvo más de 90 millones de visitas en julio de 2020, cuatro meses después de su lanzamiento inicial. El videoclip fue descrito como «soñador» y «colorido» por Billboard. Emily Rose de Ones to Watch apodó el video como «un sueño tecnicolor» y escribió que Benee «muestra algunos movimientos de baile asesinos» mientras demuestra que aún se puede pasar un buen rato por propia cuenta. La cantante dijo sobre el video: «Comienza conmigo siendo una adolescente solitaria en casa y luego se convierte en este extraño paisaje de sueños, donde termino bailando con [Dapperton]».

## Recepción

### Comentarios de la crítica
En su programa de Apple Music, Elton John describió «Supalonely» como un «gran tema», y a Benee como «una joven artista increíble» que «escribe de manera brillante». Ariana Marsh de iD describió la canción como «sunny pop» y que se convierte en nuestra típica canción de ruptura en nuestra cabeza. La canción fue descrita por Glenn Rowley de Billboard como «una oda peculiar y conocedora del arte de la soledad». La revista  posicionó la canción en el número 11 de la lista «The 50 Best Songs of 2020 (So Far)».

### Recibimiento comercial
La canción fue certificada oro en su segunda semana entre los primeros 40 puestos de la lista de éxitos en Nueva Zelanda, cuando subió al puesto dos, desde su primer ingreso en el número tres una semana antes. Alcanzó su punto máximo entre los primeros 10 de varios países, incluidos Australia, Canadá, Irlanda Noruega, entre otros.

## Posicionamiento en listas
| Lista (2020)                                  | Mejor posición |
| --------------------------------------------- | -------------- |
| Alemania (Media Control AG)                   | 26             |
| Argentina Hot 100 (Billboard)                 | 19             |
| Australia (ARIA)                              | 6              |
| Austria (Ö3 Austria Top 40)                   | 15             |
| Bélgica (Flandes) (Ultratop 50)               | 3              |
| Bélgica (Valonia) (Ultratop 50)               | 4              |
| Canadá (Canadian Hot 100)                     | 10             |
| Croacia (HRT)                                 | 3              |
| Dinamarca (Tracklisten)                       | 17             |
| Escocia (Scottish Singles Sales Chart)        | 43             |
| Eslovenia (SloTop50)                          | 4              |
| Estados Unidos (Billboard Hot 100)            | 39             |
| Estados Unidos (Adult Top 40)                 | 30             |
| Estados Unidos (Mainstream Top 40)            | 7              |
| Estados Unidos (Hot Rock & Alternative Songs) | 2              |
| Estados Unidos (Rolling Stone Top 100)        | 41             |
| Finlandia (OFC)                               | 18             |
| Francia (SNEP)                                | 36             |
| Hungría (Stream Top 40)                       | 23             |
| Irlanda (IRMA)                                | 10             |
| Islandia (Tonlist)                            | 39             |
| Italia (FIMI)                                 | 64             |
| Lituania (AGATA)                              | 9              |
| Malasia (RIM)                                 | 3              |
| México Airplay (Billboard)                    | 1              |
| México Top 20 General (Monitor Latino)        | 9              |
| Noruega (VG-lista)                            | 6              |
| Nueva Zelanda (Recorded Music NZ)             | 2              |
| Países Bajos (Dutch Top 40)                   | 4              |
| Países Bajos (Mega Top 50)                    | 1              |
| Países Bajos (Mega Single Top 100)            | 6              |
| Polonia (Polish Airplay Top 100)              | 42             |
| Portugal (AFP)                                | 34             |
| Reino Unido (UK Singles Chart)                | 18             |
| República Checa (Rádio Top 100)               | 35             |
| Rusia Airplay (Tophit)                        | 15             |
| Singapur (RIAS)                               | 8              |
| Suecia (Sverigetopplistan)                    | 35             |
| Suiza (Schweizer Hitparade)                   | 25             |

## Certificaciones
| Región        | Organismo certificador | Certificación | Ventas certificadas | Ref.             |
| ------------- | ---------------------- | ------------- | ------------------- | ---------------- |
| Australia     | ARIA                   | Oro           | 35 000              | [cita requerida] |
| Bélgica       | BEA                    | Oro           | 200 000             | [ 55 ]           |
| Canadá        | Music Canada           | Platino       | 80 000              | [ 56 ]           |
| Nueva Zelanda | RMNZ                   | Oro           | 15 000              | [ 57 ]           |
| Reino Unido   | BPI                    | Plata         | 200 000             | [cita requerida] |

## Historial de lanzamiento
| Región         | Fecha                  | Versión  | Formato                     | Discográfica     | Ref.        |
| -------------- | ---------------------- | -------- | --------------------------- | ---------------- | ----------- |
| Australia      | 6 de diciembre de 2019 | Original | Contemporary hit radio      | Republic Records | [ 2 ] [ 3 ] |
| Nueva Zelanda  | 6 de diciembre de 2019 | Original | Contemporary hit radio      | Republic Records | [ 2 ] [ 3 ] |
| Italia         | 13 de marzo de 2020    | Original | Contemporary hit radio      | Republic Records | [ 58 ]      |
| Estados Unidos | 17 de marzo de 2020    | Original | Contemporary hit radio      | Republic Records | [ 59 ]      |
| Noruega        | 20 de marzo de 2020    | Original | Contemporary hit radio      | Republic Records | [ 60 ]      |
| Reino Unido    | 27 de marzo de 2020    | Original | Contemporary hit radio      | Republic Records | [ 61 ]      |
| Varios         | 6 de mayo de 2020      | Acústica | Descarga digital, streaming | Republic Records | [ 62 ]      |